# Isla El Fraile (Filipinas)
Fuerte Drum (originalmente llamada isla El Fraile), también conocida como “acorazado de hormigón”, es una isla fortificada situada en la boca de la bahía de Manila en las Filipinas, al sur de la isla Corregidor. La fortaleza de hormigón reforzado tiene la forma de un acorazado y fue construida por Estados Unidos en 1909 como parte de las defensas portuarias en la ancha entrada del Canal Sur de la bahía durante la ocupación estadounidense de Filipinas. Fue capturada y ocupada por los japoneses en la Segunda Guerra Mundial, siendo recapturada por los estadounidenses después de encender diésel y gasolina dentro de la fortaleza, inutilizándola de forma permanente.
El ahora abandonado fuerte fue bautizado en honor al Brigadier General Richard Coulter Drum, que sirvió con distinción durante la Intervención estadounidense en México y la Guerra de Secesión, muriendo el 15 de octubre de 1909, año en el que el fuerte estaba siendo construido. La isla y otras antiguas defensas portuarias de la bahía de Manila se encuentran bajo la jurisdicción de la ciudad de Cavite, capital de la Provincia de Cavite en las Filipinas.

## Batalla de Cavite
En la noche del 30 de abril al 1 de mayo de 1898, el escuadrón del Comodoro George Dewey entró en la bahía de Manila pasando delante de la isla El Fraile, donde estaban montados tres cañones de 120 mm: un cañón González Hontoria de 12 cm mod 1883 del crucero Don Antonio de Ulloa y dos cañones de caña corta del cañonero General Lezo.
Los cañones de la isla intercambiaron disparos con el USS McCulloch, que fue brevemente iluminado por una llamarada de sus chimeneas, a los cuales también respondieron el USS Boston, el USS Raleigh y el USS Conconrd. Sin embargo, los buques de Dewey pasaron los fuertes sin daños de importancia y combatieron en la Batalla de Cavite en la mañana.

## Planificación y diseño

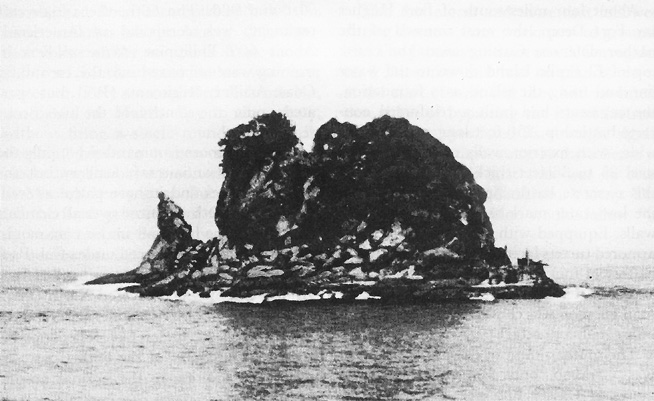
La isla El Fraile antes de la construcción del Fuerte Drum.

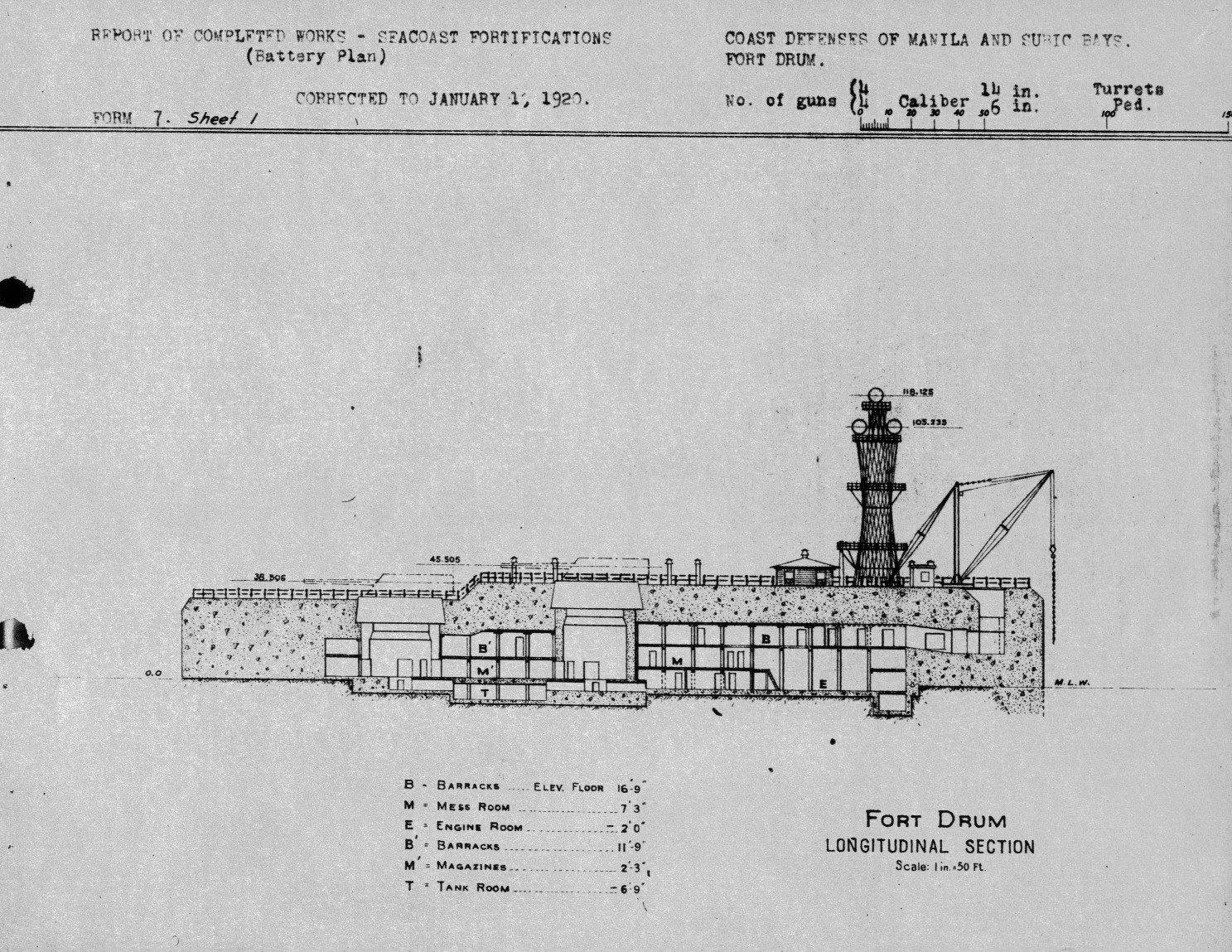
Sección longitudinal del Fuerte Drum.

La Junta de Fortificaciones presidida por William Howard Taft recomendó que los puertos clave del territorio adquirido por Estados Unidos después de la guerra hispano-estadounidense fuesen fortificados. En consecuencia, la isla El fraile sería fortificada e incorporada a las defensas portuarias de las bahías de Manila y Subic.
Inicialmente Fuerte Drum fue ideado como una base de minadores con una casamata de control de minas. Sin embargo, debido a las inadecuadas defensas en el área, se planeó nivelar la isla y después construir una estructura de hormigón armado sobre esta, que estaría armada con dos baterías dobles de cañones de 305 mm. Este plan fue presentado al Departamento de Guerra, que decidió cambiar los cañones de 305 mm por cañones de 356 mm montados en torretas dobles. La torreta delantera, con un ángulo de rotación de 230°, fue montada en la porción delantera de la cubierta superior que estaba a 2,7 m por debajo del resto de la cubierta superior; la torreta trasera, que podía rotar 360°, fue montada en la cubierta superior. Ambas torretas podían alcanzar 15° de elevación, ofreciéndoles un alcance de 17.6 kilómetros. El armamento secundario estaría constituido por dos pares de cañones navales de 152 mm montados dentro de casamatas blindadas a cada lado de la estructura principal. También había dos cañones antiaéreos móviles de 76 mm montados sobre afustes "spider" para la defensa antiaérea, siendo probablemente Cañón M1918 de 76 mm.
La protección del techo del fuerte era provista por una cubierta de hormigón armado, con un espesor de 6,1 metros. El espesor de sus murallas externas iba desde 7,6 hasta los 11 metros, haciéndolo virtualmente inexpugnable ante un ataque naval.

## Construcción

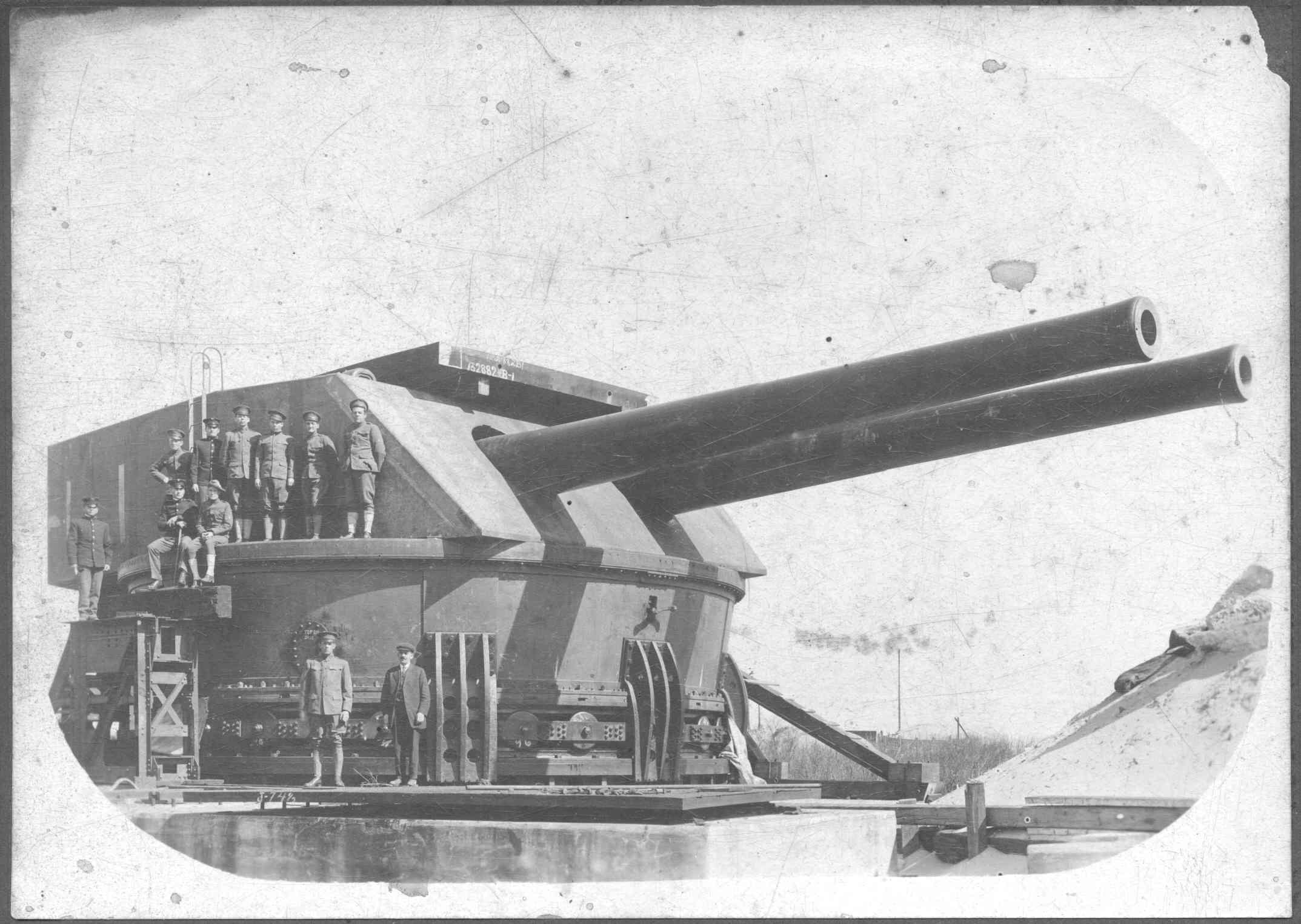
La torreta y los cañones de 356 mm (14 pulgadas), siendo probados en el Terreno de Pruebas de Sandy Hook antes de su instalación en Fuerte Drum.

La construcción comenzó en abril de 1909 y duró 5 años. La isla rocosa fue nivelada por ingenieros del Ejército estadounidense y después fue levantado con gruesas capas de hormigón reforzado, en una estructura maciza ligeramente parecida a un acorazado, con una longitud de 110 m (350 pies), 44 m (144 pies) de ancho y una altura a la cubierta superior de 12 m (40 pies) con marea baja media. Los cañones M1909 de 356 mm (14 pulgadas) y sus dos torretas M1909 fabricadas especialmente para estos, apodadas Batería Marshall y Batería Wilson respectivamente, fueron enviadas e instaladas hacia 1916. Los cañones M1909 fueron especialmente diseñados para el Fuerte Drum y no se desplegaron en ninguna otra fortificación. Los cañones secundarios M1908MII de 6 pulgadas fueron montados sobre afustes de pedestal M1910 dentro de casamatas, las Baterías Roberts y McCrea, que fueron instaladas ese mismo año.
Se instalaron sobre el techo del fuerte reflectores de búsqueda, baterías antiaéreas y una torre de control de disparo sobre un mástil de celosía de 18 m (60 pies) de altura. Las habitaciones para los aproximadamente 240 oficiales y soldados, junto a los generadores eléctricos, cuartos de mapeo y depósitos de munición, estaban ubicados muy adentro del fuerte.
La Batería Marshall fue llamada en honor del Brigadier general William Louis Marshall, condecorado con la Medalla de Honor en la Guerra de Secesión y Jefe de Ingenieros (1908-1910). La Batería Wilson fue llamada en honor del brigadier general John Moulder Wilson, condecorado con la Medalla de Honor en la Guerra de Secesión y Jefe de Ingenieros (1897-1901). La Batería Roberts fue llamada en honor de Benjamin K. Roberts, oficial de caballería, artillería y artillería costera, que fue nombrado Jefe de Artillería por un día en 1905 antes de su retiro. La Batería McCrea fue llamada en honor de Tully McCrea, un oficial de artillería que participó en la Guerra de Secesión.

## Segunda Guerra Mundial

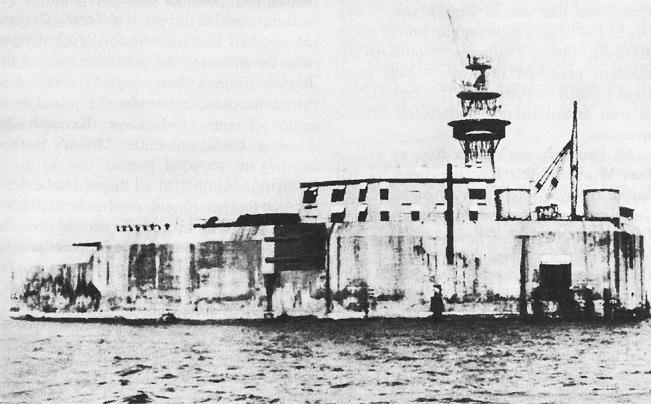
Fuerte Drum. Se pueden ver barracas de madera temporales sobre la cubierta del fuerte, cerca a la torre de control de disparo.

### Campaña de Filipinas (1941-1942)
La exitosa invasión de Luzón por el Ejército Imperial Japonés a finales de diciembre de 1941 llevó rápidamente a las fuerzas terrestres dentro del alcance del Fuerte Drum y los demás fuertes de la bahía de Manila. Poco antes del inicio de la guerra en el Pacífico, el 7 de diciembre de 1941, la dotación del Fuerte Drum fue relevada por oficiales y artilleros del 59.º Regimiento de Artillería Costera (Batería E). Las barracas de madera ubicadas sobre la cubierta del fuerte fueron desmanteladas para ofrecer un campo de disparo libre de obstáculos a la Batería Wilson. El 2 de enero de 1942, el Fuerte Drum resistió un masivo bombardeo aéreo japonés. El 12 de enero de 1942, se instaló en el Fuerte Drum un cañón costero M1906 de 3 pulgadas (76 mm) montado sobre un afuste de pedestal para ayudar a la defensa de la vulnerable sección de "popa" del fuerte ante un ataque, siendo apodado Batería Hoyle. Al día siguiente, antes que el hormigón estuviese completamente seco y que el cañón haya sido ajustado o revisado, pasó a ser la primera batería de artillería costera estadounidense en abrir fuego contra el enemigo en la Segunda Guerra Mundial, alejando a un barco de vapor piloteado por japoneses que trataba de inspeccionar la vulnerable sección posterior del Fuerte Drum. Hasta entonces, la torre de control de disparo y su mástil jaula habían obstruido la línea de disparo de la torreta principal posterior, mientras que la altura del cañón sobre la superficie del agua creaba un ángulo muerto incluso si su línea de disparo estaba libre.
Durante la primera semana de febrero de 1942, el fuerte fue objetivo del fuego sostenido de las baterías de obuses Tipo 96 150 mm, posicionadas en tierra en las cercanías de Ternate. A mediados de marzo, los japoneses emplazaron piezas de artillería pesada dentro de su alcance efectivo, abriendo fuego con los obuses de asedio de 240 mm, destruyendo la batería antiaérea de 76 mm, inutilizando un cañón de 152 mm y dañando una de las casamatas blindadas. Una porción considerable de la estructura de hormigón fue destruida por el bombardeo sostenido. Aun así las torretas blindadas no resultaron dañadas y continuaron operativas durante el bombardeo. El fuego de contrabatería desde el Fuerte Drum con los cañones de 356 mm y desde el Fuerte Frank con los morteros de 12 pulgadas (305 mm) fue ineficaz. Con el colapso de la resistencia estadounidense y filipina en Bataán el 10 de abril, solamente el Fuerte Drum y los demás fuertes portuarios quedaron en manos estadounidenses.
En la noche del 5 de mayo, las baterías de 356 mm del Fuerte Drum abrieron fuego sobre la segunda oleada de fuerzas japonesas que asaltaban la isla de Corregidor, hundiendo varias lanchas de desembarco y causando grandes bajas. El Fuerte Drum se rindió ante los japoneses después de la caída de Corregidor, el 6 de mayo de 1942, siendo ocupados por estos hasta 1945. El techo de hormigón reforzado de 6,1 m (20 pies) de espesor le permitió al Fuerte Drum resistir el continuo y concentrado bombardeo que recibió de los japoneses desde el 15 de febrero hasta el 6 de mayo de 1942. Ningún militar estadounidense del Fuerte Drum murió durante el asedio y solo cinco resultaron heridos. Los cuatro cañones de 356 mm de las torretas principales nunca dejaron de disparar, incluso cinco minutos antes de la caída de Corregidor. Al igual que los otros fuertes de las Filipinas, la guarnición del Fuerte Drum destruyó los cañones antes de entregar el fuerte a los japoneses; esta es la razón por la que uno de los cañones de 356 mm se cayó dentro de su torreta. La rendición los fuertes de la bahía de Manila marcó el final de la resistencia estadounidense en las Filipinas.

### Campaña de Filipinas (1944-1945)
En 1945, durante la ofensiva para recapturar Manila, la muy fortificada isla era la última posición en la bahía que todavía estaba en manos de los japoneses. Después de un pesado bombardeo aéreo y naval, las tropas estadounidenses logran acceder a la cubierta del fuerte el 13 de abril y confinan en su interior a la guarnición japonesa. En lugar de intentar entrar al fuerte, las tropas y el cuerpo de ingenieros adaptan la solución empleada por primera vez unos días antes durante el asalto a los emplazamientos de morteros del Fuerte Hughes. Allí, los soldados bombearon 9.500 l de una mezcla de dos partes de diésel y una parte de gasolina dentro de los emplazamientos a través de una toma de aire, se alejaron y encendieron la mezcla incendiaria disparando proyectiles de mortero de fósforo blanco, repitiendo dicha operación dos veces en los días siguientes. La Compañía F del 151° Regimiento de Infantería, que formaba parte de la 38.ª División de Infantería y participó en el ataque al Fuerte Hughes, fue elegida para el asalto al Fuerte Drum junto a un destacamento del 113° Batallón de Ingenieros de Combate.
En el Fuerte Drum se empleó una técnica similar, utilizando las aberturas de ventilación de la cubierta superior, pero encendiendo la mezcla incendiaria con una espoleta cronométrica en lugar de proyectiles incendiarios. La explosión elevó una escotilla de 1 t a 91,44 m de altura. Murieron sesenta y ocho japoneses, mientras que la mezcla incendiaria mantuvo encendido un incendio en el fuerte por varios días. Solo después de cinco días finalmente se pudo examinar la fortaleza. Con los fuertes de la bahía de Manila neutralizados, inclusive el Fuerte Drum, cesó la resistencia japonesa en el área de la bahía.

## Actualidad
Las ruinas del Fuerte Drum, incluyendo sus torretas dañadas con los cañones de 356 mm (14 pulgadas), siguen en la entrada de la bahía de Manila, abandonados desde la Segunda Guerra Mundial. El fuerte ha sido objeto de saqueos desde la década de 1970 por parte de chatarreros, que buscan objetos metálicos para su reventa. Según un reporte de 2009, el saqueo del fuerte continuaba.
La Guardia Costera de Filipinas instaló en 2001 un faro automático de unos 6 m de altura en la cubierta superior para guiar a los barcos que ingresan al Canal Sur de la bahía de Manila.